# Findis
Findis es un personaje ficticio que pertenece al legendarium creado por el escritor británico J. R. R. Tolkien y cuya breve historia aparece en la colección La historia de la Tierra Media. Es una princesa elfa del clan Noldor, primogénita del rey Finwë y su segunda esposa, Indis, y hermana de Fingolfin, Lalwen y Finarfin. Su nombre es una combinación de los de sus padres. 
Tras la muerte de Finwë, Findis no fue al exilio en Beleriand con sus hermanos, sino que se quedó con su madre en Aman y vivió con sus parientes Vanyar.